# Nautilocalyx aeneus
Nautilocalyx aeneus är en tvåhjärtbladig växtart som först beskrevs av Jean Jules Linden och Éduard-François André, och fick sitt nu gällande namn av Wiehler. Nautilocalyx aeneus ingår i släktet Nautilocalyx och familjen Gesneriaceae. Inga underarter finns listade i Catalogue of Life.